# Chlorotettix unicolor
Chlorotettix unicolor är en insektsart som beskrevs av Fitch 1851. Chlorotettix unicolor ingår i släktet Chlorotettix och familjen dvärgstritar. Inga underarter finns listade i Catalogue of Life.